# Buke-shohatto
Buke-shohatto (jap. 武家諸法度) – kodeks ogłoszony w Japonii w 1615 roku przez Ieyasu Tokugawę obowiązujący daimyō, a następnie zmodyfikowany w 1635 roku.
Kodeks zawierał 21 postanowień. Określał zasady postępowania w życiu prywatnym, reguły dotyczące małżeństwa i stroju daimyō. Miał uniemożliwić daimyō tworzenie ugrupowań i rozbudowywanie armii. Zakazywał budowy statków morskich i krzewienia doktryny chrześcijańskiej. Szczegółowo regulował przepisy przebywania poszczególnych daimyō na dworze sioguna w Edo.
Kodeks buke-shohatto nakładał na daimyō obowiązek okresowego przebywania na dworze sioguna oraz dawania zakładników jako gwarancji lojalności. Wszyscy daimyō byli zmuszeni do wznoszenia własnych rezydencji (yashiki) w Edo, w których pozostawały ich żony i dzieci wraz z orszakiem. W skład orszaku wchodził dodatkowo urzędnik utrzymujący łączność z dworem sioguna. Daimyō rezydowali w cyklu przemiennym, w Edo i we własnych posiadłościach. Cykl wynosił 6 miesięcy dla fudai-daimyō z regionu Kantō oraz 1 rok dla daimyō z regionów odleglejszych. Był to system sankin-kōtai.